# Rio Gârla Morilor
O Rio Gârla Morilor é um rio da Romênia, afluente do Siret, localizado no distrito de Vrancea.